# Rap La Rue
Rap La Rue ist eine deutsche Castingshow zum Hip-Hop. Gesucht wird ein Nachwuchstalent, das sich gegen seine Konkurrenten durchsetzt. Bislang fanden zwei Staffeln statt. Die erste Staffel konnte Haaland936 für sich entscheiden, die zweite Staffel gewann Der Yavuz.

## Konzept und Geschichte
Rap La Rue ist als interaktive Show konzipiert, die von der Firma Raplarue Production UG hergestellt und online ausgewertet wird. Inhaber sind Sami Bakri und Randy Ngani Ekowa. Sami war vorher als Rapper aktiv. Der Wettbewerb setzt sich aus einem Casting und den anschließenden Music-Battles zusammen, die überwiegend über Musikvideos und Liveauftritte auf YouTube ausgetragen werden.
Benannt wurde die Show nach Samis Album DeLaRue (französisch für „von der Straße“).

## Staffel 1 (Finale 2024)
Für die erste Staffel sollen sich mehr als 1800 Rapper beworben haben.
Im Finale setzte sich Haaland936 gegen seine Konkurrenten durch. Bereits vorher hatte er mit SadiQ zusammen gearbeitet, was dieser aber erst nach der Show enthüllte. Insgesamt soll er mit der ersten Staffel rund 175.000 Euro verdient haben, da er an den Abrechnungen der Streams des Formats beteiligt wurde.

## Staffel 2 (Finale 2025)
Insgesamt nahmen etwa 100 Künstler an der 2. Staffel teil. Parallel zu den Ausstrahlungen der Sendungen wurden Kompilationen mit den Teilnehmerbeiträgen veröffentlicht, die sich zum Teil in den deutschen Charts platzieren konnten.
Die 2. Staffel endete mit diversen Kontroversen. So stieg die Rapperin Mel kurz vor dem Finale aus und begründete dies mit moralischen Differenzen mit anderen Teilnehmern. Sie sei nicht bereit, „über Leichen“ zu gehen. Im Vorfeld habe es Disstracks gegen die Rapperin gegeben, in denen unter anderem die noch nicht bekannt gegebene Schwangerschaft von Mel erwähnt wurde. Im Nachgang wurde Ego disqualifiziert, auch weil er zusammen mit SadiQ einen weiteren Teilnehmer außerhalb des Showkontextes angegangen haben soll. Organisator Sami gestand ein, zu zögerlich und inkonsequent reagiert zu haben. Ebenso stiegen Berdo und Tano aus, die ebenfalls zu den Top-Teilnehmern zählten.
Als Finale fand am 18. Juli 2025 ein Livekonzert der sieben Finalisten in der Messe Frankfurt statt. Diese erhielten insgesamt 200.000 Euro als Preisgeld, gestaffelt nach Platzierung in den Top 7. Die finale Rangliste fand über ein Onlinevoting statt. Am Ende gewann Der Yavuz die zweite Staffel und erhielt ein Preisgeld von 50.000 Euro. Im Anschluss wurde eine Kompilation namens G7 veröffentlicht, die Platz 40 der deutschen Charts erreichte.

## Bekannte Teilnehmer
- Haaland936 (Sieger der ersten Staffel)
- Amo (Staffel 1)
- Aymen (Staffel 1)
- Kauta (Staffel 1)
- Lucry (Staffel 1)
- Mel (Staffel 2)

## Diskografie
Alben

| Jahr | Titel                                           | Höchstplatzierung, Gesamtwochen, AuszeichnungChartsChartplatzierungen (Jahr, Titel, Platzierungen, Wochen, Auszeichnungen, Anmerkungen) | Anmerkungen                           |
| Jahr | Titel                                           | DE | Anmerkungen                           |
| ---- | ----------------------------------------------- | --- | ------------------------------------- |
| 2025 | RLR2 – Runde 3 – Tag 4: Wolke 7 oder Illusion?  | DE65 (1 Wo.)DE | Erstveröffentlichung: 10. Januar 2025 |
| 2025 | RLR2 – Runde 3 – Tag 5: Wenn Welten kollidieren | DE79 (1 Wo.)DE | Erstveröffentlichung: 17. Januar 2025 |
| 2025 | RLR2 – Runde 3 – Tag 7: Jenseits aller Grenzen  | DE61 (1 Wo.)DE | Erstveröffentlichung: 7. Februar 2025 |
| 2025 | RLR2 – Runde 4 – Tag 4: Disco Fever             | DE94 (1 Wo.)DE | Erstveröffentlichung: 21. März 2025   |
| 2025 | G7                                              | DE40 (1 Wo.)DE | Erstveröffentlichung: 18. Juli 2025   |

Weitere Alben
- 2024: RLR2 – Runde 1 – Folge 1: Ghetto House
- 2024: RLR2 – Runde 1 – Folge 2: Ghetto House
- 2024: RLR2 – Runde 1 – Folge 3: Pop Rap
- 2024: RLR2 – Runde 3 – Tag 3: Im Schatten der Karte
- 2025: RLR2 – Runde 3 – Tag 6: Ein vertrautes Echo Part I
- 2025: RLR2 – Runde 3 – Tag 6: Ein vertrautes Echo Part II
- 2025: RLR2 – Runde 4 – Tag 1: Kampf der großen Häuser
- 2025: RLR2 – Runde 4 – Tag 2: Switch the Lyrics
- 2025: RLR2 – Runde 4 – Tag 3: Social Day
- 2025: RLR2 – Runde 4 – Tag 5: Social Day
- 2025: RLR2 – Runde 4 – Tag 5: 1001 Nacht
- 2025: RLR2 – Runde 4 – Tag 6: Ein bekanntes Echo
- 2025: RLR2 – Runde 4 – Tag 7: Kampf der Titanen
- 2025: RLR2 – Runde 5 – Tag 1: Mitgehangen, mitgefangen
- 2025: RLR2 – Runde 5 – Tag 2: Die dreisten Drei
- 2025: RLR2 – Runde 5 – Tag 3: Es war einmal
- 2025: RLR2 – Runde 5 – Tag 4: Ying&Yang
- 2025: RLR2 – Runde 5 – Tag 5: Der Wüstenfuchs
- 2025: RLR2 – Runde 5 – Tag 6: G8 Gipfel